# Coenotephria potentillaria
Coenotephria potentillaria là một loài bướm đêm trong họ Geometridae.